# مريم قاسم أحمد
مريم قاسم، سياسية صومالية. شغلت منصب وزيرة التنمية البشرية والخدمات العامة في الصومال من نوفمبر 2012 إلى يناير 2014. وهي أيضًا رئيسة حزب تايو السياسي وهو الحزب الحاكم في البلاد. في 21 مارس 2017، عينت وزيرة للشؤون الإنسانية وإدارة الكوارث من قبل رئيس الوزراء حسن علي خير.

## حياتها
ولدت مريم قاسم لأسرة من عشيرة البارواني (برافانيز). درست مريم الطب وإكتسبت خبراتها من خلال التدريب. عملت سابقًا كطبيبة توليد وطبيبة نسائية في أماكن مختلفة، بما في ذلك الصومال واليمن وهولندا والمملكة المتحدة. بالإضافة إلى ذلك، كانت محاضرة جامعية.

## العمل السياسي

### الحكومة الفيدرالية الانتقالية
على الصعيد السياسي، عملت مريم في عام 2010 كوزيرة لتنمية المرأة وشؤون الأسرة في الحكومة الاتحادية الانتقالية. وكانت جزءًا رئيسيًا من حكومة رئيس الوزراء محمد عبد الله محمد (الشهير بفرماجو).

### حزب التايو
في 2 أبريل 2012، انتخبت مريم رئيسًا لحزب تايو السياسي. وهي جمعية سياسية مقرها مقديشو أسسها فرماجو.

### الحكومة الفيدرالية الصومالية

#### التعيين
في 4 نوفمبر 2012، عينت مريم وزيرة للتنمية الاجتماعية في الحكومة الفيدرالية الصومالية من قبل رئيس الوزراء عبدي فرح شيردون. سميت مريم رسميًا وزيرًا للتنمية البشرية والخدمات العامة، وتضم هذه الحقيبة الوزارية مهام التعليم والصحة والعمل والشباب والرياضة والمرأة والشؤون الاجتماعية.

#### الخطط الاستراتيجية للقطاع الصحي
في مارس 2013 أطلقت الحكومة الفدرالية، الخطط الاستراتيجية لتطوير قطاع الصحة، أو ما عرف ب ( HSSPs )، في كل مناطق وأقاليم الصومال الأساسية، وذلك تحت إشراف قاسم بصفتها وزيرة الصحة. وكان ذلك النظام الصحي الوطني الجديد حينها، يهدف إلى توفير كافة خدمات الرعاية الصحية الأساسية، لجميع المواطنين بحلول عام 2016. وستتولى الأمم المتحدة، من خلال اتفاقيات شراكة بين القطاعيين العام والخاص، توفير التطعيمات واللقاحات، وذلك ضمن عددًا من البرامج الصحية الأخرى، ريثما تنمو قدرة وكفاءة مؤسسات الدولة الصومالية للقيام بتلك المهمة. وتقدر قيمة تلك الخطط الاستراتيجية الساعية إلى تطوير القطاع الصحي، بحوالي 350 مليون دولار أمريكي، يُخصص ما بين 70% إلى 75% منها لتوفير الخدمات الصحية. ويتوقع أنه، بمجرد تحقيق الخطة لأهدافها، فإن النظام الصحي الوطني الجديد، سيُحسن من التعامل مع رأس المال البشري في قطاع الصحة، بالإضافة إلى تحسين الانفاق على البرامج الصحة، والبنية التحتية للقطاع الصحي بشكل عام.

#### نهاية المنصب
انتهت ولاية مريم كوزير للتنمية البشرية والخدمات العامة في 17 يناير 2014، عندما تم تقسيم الوزارة للسماح بإنشاء 6 مناصب وزارية. وخلفها في تلك المناصب كل من؛  «أحمد محمد جوراسي كوزير للتعيلم، ودعالي آدم محمد كوزير للثقافة والتعليم العالي (دُمجت لاحقا في وزارة التربية والتعليم)، وأحمد محمد محمود كوزير للصحة، ولقمان إسماعيل علي كوزير للعمل والشؤون الاجتماعية، وخديجة محمد ديري كوزيرة لشؤون المرأة وحقوق الإنسان، وخالد عمر علي كوزير للشباب والرياضة.

### توليها وزارة الشؤون الإنسانية وإدارة الكوارث
في 21 مارس 2017، أعلن رئيس الوزراء حسن علي خيري أن مريم ستتولى منصب وزير الشؤون الإنسانية وإدارة الكوارث، الذي تم انشاؤه حديثًا. في 15 نوفمبر 2017 استقالت مريم من منصبها معلنة اعتزال العمل السياسي.